# Maoriella aucklandica
Maoriella aucklandica är en mångfotingart som beskrevs av Carl Graf Attems 1903. Maoriella aucklandica ingår i släktet Maoriella och familjen storjordkrypare. Inga underarter finns listade i Catalogue of Life.